# Jan Keller (farář)
Jan Keller (* 15. února 1942 Brno) je český evangelický farář, signatář Charty 77 a po sametové revoluci starosta Jimramova.

## Život
Jan Keller se narodil v Brně v rodině Josefa Kellera a Eleonory, rozené Tardyové, jako třetí ze čtyř sourozenců. Po skončení války se rodina přestěhovala do Prahy. Jan Keller vyrůstal v prostředí evangelické církve, v Praze na něj měl velký vliv vinohradský sbor této církve, zejména tamní tehdejší vikář Jan Šimsa. Rozhodl se studovat teologii a v letech 1959–1964 absolvoval Komenského evangelickou teologickou fakultu. Po studiu absolvoval dvouletou vojenskou službu v Milovicích, po návratu se na podzim 1966 oženil s Martou, rozenou Novotnou. Poté se přestěhovali do Kdyně na Šumavě, Keller zde jako duchovní nastoupil do svého prvního sboru od prosince 1966. Ordinován byl synodním seniorem Viktorem Hájkem 26. února 1967 v kostele u Martina ve zdi v Praze společně s vikáři Edmundem Bauerem a Janou Kalusovou. Jeho předchůdcem v Kdyni byl Jakub Schwarz Trojan, jenž měl spolu s dalšími staršími kolegy z hnutí Nová orientace na něho velký vliv. Po srpnu 1968 byl Keller s rodinou několik měsíců v západoněmeckém Mainz-Kastelu, kde v rámci „Semináře pro církevní službu v průmyslové společnosti“ pracoval v továrně a zároveň mezi dělníky působil jako farář. Po začátku normalizace na jaře 1969 se rodina vrátila zpátky. V roce 1971 změnil farářské působiště a přestěhoval se do Jimramova. Na jaře 1977 podepsal i s ženou Martou Chartu 77 a k 31. březnu 1981 ztratil státní souhlas k výkonu duchovenské činnosti. Od září 1981 ještě mohl působit v západočeském Černošíně, kam se přestěhoval, ale s koncem roku 1983 mu byl souhlas odebrán i zde. O prázdninách v roce 1983 organizoval v blízkém Zhořci dětský tábor, kvůli čemuž byl souzen, že tábor organizoval bez souhlasu okresního církevního tajemníka a porušil tím § 178 trestního zákona, soud ale nakonec vyhrál. V roce 1984 se s rodinou přestěhoval na statek Zbytov u Jimramova, který v roce 1978 zakoupili společně s manželi Dorkas a Vojenem Syrovátkovými, a Zbytov se stal místem setkávání evangelické mládeže. Keller zde po ztrátě souhlasu pracoval v dělnických profesích, např. na pile či jako topič.

### Nová píseň
Spolu s kolegou Bohdanem Pivoňkou inicioval vydání samizdatových křesťanských zpěvníků, které obsahovaly písně Miloše Rejchrta, Svatopluka Karáska a dalších. Zpěvníky se stále aktualizovaly a zdokonalovaly, až po čase ve spolupráci s dalšími kolegy vznikl souborný zpěvník Nová píseň, který se podařilo propašovat do Nizozemska a nechat jej tam vytisknout ve velkém nákladu. Závěrečné práce na tomto zpěvníku dělal Keller na Zbytově, do a z Holandska se pašoval přes Pavla Kaluse. Zpěvník dal základ pozdějšímu zpěvníku Svítá.

### Po roce 1989
Po revoluci se zapojil do činnosti Občanského fóra v Jimramově a stal se až do listopadu 1998 starostou Jimramova. Zároveň dva roky sloužil jako farář v nedalekém Veselí. V letech 1999–2005 působil jako farář v Humpolci, kam se spolu se ženou přestěhoval, a od roku 2001 také jako náměstek seniora Horáckého seniorátu. Působil také v duchovenské službě ve věznici ve Světlé nad Sázavou. Poté odešel do výslužby a trvale se vrátil na Zbytov, zároveň ale v letech 2007–2008 a 2019–2020 působil ve sboru ve Veselí.